# Georg Wolfgang Franz Panzer
Georg Wolfgang Franz Panzer (31. května 1755 Etzelwang – 28. června 1829 Hersbruck) byl německý lékař, botanik a entomolog. U druhů, které popsal, se za binomickým názvem uvádí příjmení „Panzer“ nebo zkratka „Panz“.

## Život a dílo
Narodil se v Etzelwangu v Horní Falci 
a byl synem Rosine Helene Jantkeové a Georga Wolfganga Panzera, jednoho z nejvýznamnějších a nejproduktivnějších německých bibliografů, jehož dílo Annales Typographici vycházelo v letech 1793 až 1803.
Panzer po absolvování školy v Norimberku studoval medicínu v Erlangenu a Altdorfu, kde získal v roce 1777 doktorát; své vzdělání si doplňoval i ve Vídni, Štrasburku a Švýcarsku. V roce 1780 byl přijat na Collegium medicum v Norimberku, kde okolo roku 1795 započal s očkováním pomocí kravských neštovic, a ve městě spolu se svým známým založil soukromou botanickou zahradu. Od roku 1798 vykonával lékařskou praxi v Hersbrucku jako oficiální městský lékař.
Panzer do němčiny přeložil část díla Carla Linného a zkoumal tehdy málo probádané mechy a játrovky. Vypracoval také vlastní klasifikaci rodů čeledi lipnicovitých a vlastnil rozsáhlou sbírku rostlin a významnou entomologickou sbírku. V roce 1792 vyšlo Panzerovo entomologické dílo Faunae Insectorum Germanicae initia, v němž byly pro ilustrace využity mědiritiny vyrobené Jacobem Sturmem. V následujících dvou desetiletích pak bylo publikováno dalších více než sto sešitů Faunae Insectorum s 2640 ilustracemi. Touto prací se Panzer proslavil, jelikož jako jeden z prvních entomologů vytvořil první ucelený seznam hmyzu na německém území a kriticky ho klasifikoval.
V roce 1786 se Panzer stal členem Akademie v Erfurtu a o tři roky později i Akademie věd Leopoldina. Byl také členem Moskevské přírodovědecké společnosti, Société d'Histoire Naturelle v Paříži a dopisujícím členem Bavorské akademie věd.

### Díla
- Observationum Botanicarum specimen. Schneider, Nürnberg 1781.
- Beytrag zur Geschichte des ostindischen Brodbaums. Mit einer systematischen Beschreibung desselben aus den ältern sowohl als neuern Nachrichten und Beschreibungen zusammengetragen. Raspe, Nürnberg 1783.
- De dolore. Hessel, Altdorf 1785 (vydaná dizertační práce).
- Versuch einer natürlichen Geschichte der Laub- und Lebermoosse nach Schmidelschen-Schreberschen und Hedwigschen Beobachtungen. Raspe, Nürnberg 1787.
- Faunae Insectorum Americes Borealis prodomus. Felsecker, Nürnberg 1794.
- Deutschlands Insectenfaune oder entomologisches Taschenbuch für das Jahr 1795. Felsecker, Nürnberg 1795.
- Systematische Nomenclatur über weiland Jacob Schäffers natürlich ausgemahlte Abbildungen regensburgischer Insekten = J. Schaefferi iconum insectorum circa Ratisbonam indigenorum enumeratio systematica opera et studio. Palm, Erlangen 1804.
- Kritische Revision der Insektenfaune Deutschlands. Felsecker, Nürnberg 1805.
- Ideen zu einer künftigen Revision der Gattungen der Gräser. München 1813.

Panzer též redigoval tato díla:
- Faunae Insectorum Germanicae Initia, oder Deutschlands Insecten, Bd. 1–110. Neuaufl. Manz, Regensburg.
- Beyträge zur Geschichte der Insecten = Symbolae Entomologicae. Palm, Erlangen 1802.